# Киърън Хайндс
Киърън Хайндс (на английски: Ciarán Hinds /ˈkɪərɔːn ˈhaɪndz/) е ирландски филмов, телевизионен и театрален актьор.  Той успява да си спечели репутацията на актьор, който има многостранен характер. Хайндс играе в редица високо ценени филми като Път към отмъщение, Фантомът от Операта, Мюнхен, Ще се лее кръв, Хари Потър и Даровете на Смъртта: Втора част, Жената в черно, Дама, поп, асо, шпионин, както и в едни от най-известните телевизионни продукции като Игра на тронове и Рим. Участва в театрални постановки на Кралския национален театър в Лондон, Гражданския театър в Глазгоу и др.

## Биография

### Произход и образование
Хайндс е роден на 9 февруари 1953 г. в Белфаст, Северна Ирландия. Отгледан е в католическо семейство в Северен Белфаст и е единствения син, измежду пет деца. Баща му е лекар, а майка му (Моя) е учителка и непрофесионална актриса. В детството си Хайндс се занимава с танци. Изучава се в основно училище „Светото семейство“ и колежа „Св. Малахи“. След като завършва колежа, той започва да следва право в Кралския университет в Белфаст, но скоро след това напуска и се отдава на актьорството, което е неговата страст. Хайндс се записва да учи в Кралската академия за драматично изкуство.

## Избрана филмография
| година | филм                                                 | оригинално заглавие                          | роля                         | режисьор                | бележки |
| ------ | ---------------------------------------------------- | -------------------------------------------- | ---------------------------- | ----------------------- | ------- |
| 1981   | Екскалибур                                           | Excalibur                                    | крал Лот                     | Джон Бурман             |         |
| 1989   | Готвачът, крадецът, неговата жена и нейният любовник | The Cook, the Thief, His Wife & Her Lover    | Кори                         | Питър Грийнауей         |         |
| 1996   | Мери Райли                                           | Mary Reilly                                  | сър Данвърс Карю             | Стивън Фриърс           |         |
| 2002   | Всички страхове                                      | The Sum of All Fears                         | Александър Немеров           | Фил Олдън Робинсън      |         |
| 2002   | Път към отмъщение                                    | Road to Perdition                            | Фин Макговърн                | Сам Мендес              |         |
| 2003   | Вероника Герен                                       | Veronica Guerin                              | Джон Трайнър                 | Джоел Шумахер           |         |
| 2003   | Лара Крофт Томб Рейдър: Люлката на живота            | Lara Croft: Tomb Raider – The Cradle of Life | Джонатан Райз                | Жан де Бонт             |         |
| 2004   | Фантомът от Операта                                  | The Phantom of the Opera                     | Ришар Фирмен                 | Джоел Шумахер           |         |
| 2005   | Мюнхен                                               | The Phantom of the Opera                     | Карл                         | Стивън Спилбърг         |         |
| 2007   | Ще се лее кръв                                       | There Will Be Blood                          | Флетчър Хамилтън             | Пол Томас Андерсън      |         |
| 2008   | В Брюж                                               | In Bruges                                    | свещеник                     | Мартин Макдона          |         |
| 2010   | Хари Потър и Даровете на Смъртта: Първа част         | Harry Potter and the Deathly Hallows-Part 1  | Аберфорт Дамбълдор           | Дейвид Йейтс            |         |
| 2011   | Хари Потър и Даровете на Смъртта: Втора част         | Harry Potter and the Deathly Hallows-Part 2  | Аберфорт Дамбълдор           | Дейвид Йейтс            |         |
| 2011   | Дама, поп, асо, шпионин                              | Tinker Tailor Soldier Spy                    | Рой Бленд                    | Томас Алфредсън         |         |
| 2012   | Жената в черно                                       | The Woman in Black                           | Сам Дейли                    | Джеймс Уоткинс          |         |
| 2012   | Джон Картър: Между два свята                         | John Carter                                  | Тардос Морс                  | Андрю Стантън           |         |
| 2013   | Замръзналото кралство                                | Frozen                                       | Дядо Паби                    | Дженифър Лий и Крис Бък | Глас    |
| 2015   | Хитмен: Агент 47                                     | Hitman: Agent 47                             | д-р Пьотър Аронович Литвенко | Александър Бах          |         |
| 2017   | Лигата на справедливостта                            | Justice League                               | Степният вълк                | Зак Снайдър             |         |
| 2019   | Замръзналото кралство 2                              | Frozen II                                    | Дядо Паби                    | Дженифър Лий и Крис Бък | Глас    |